# 伯德城 (堪薩斯州)
伯德城（英語：Bird City）是一個位於美國堪薩斯州夏延縣的城市。

## 地方資料
根據2020年美國人口普查的數據，伯德城的面積為5.87平方千米，當中陸地面積為5.87平方千米，而水域面積為0.00平方千米。當地共有人口437人，而人口密度為每平方千米74.45人。